# Alain Gagnol
Alain Gagnol, né le 13 mai 1967 à Roanne (Loire), est un romancier, scénariste et réalisateur de cinéma d'animation français.

## Biographie
Alain Gagnol étudie à l'école Émile-Cohl à Lyon, pour commencer l'animation en 1988 au studio Folimage à Bourg-lès-Valence. Depuis, il a co-réalisé avec Jean-Loup Felicioli plusieurs courts-métrages et trois longs-métrages, dont Une vie de chat, sorti en France le 15 décembre 2010 et nommé à la 36e cérémonie des César en 2011 et à la 84e cérémonie des Oscars en 2012.
Il est aussi romancier et a publié des polars pour les adultes et des romans jeunesse. 

## Filmographie

### Courts métrages
- 1995 : L'Égoïste
- 1998 : Les Tragédies minuscules
- 2001 : Le Nez à la fenêtre
- 2005 : Le Couloir
- 2006 : Mauvais temps
- 2015 : Un Plan d'enfer
- 2018 : La solitude est un animal de compagnie

### Longs métrages
- 2010 : Une vie de chat, scénariste, co-réalisateur avec Jean-Loup Felicioli
- 2015 : Phantom Boy, scénariste, co-réalisateur avec Jean-Loup Felicioli
- 2023 : Nina et le secret du hérisson, scénariste, co-réalisateur avec Jean-Loup Felicioli
- 2023 : Sirocco et le royaume des courants d'air, scénariste

## Ouvrages

### Romans
- 1995 : M'sieur, Éditions Gallimard, coll. « Série noire » no 2385
- 1997 : Les Lumières de frigo, Éditions Gallimard, coll. « Série noire » no 2444
- 2000 : Est-ce que les aveugles sont plus malheureux que les sourds ?, Éditions Gallimard, coll. « La Noire »
- 2002 : La Femme patiente, Éditions Le Cherche midi
- 2004 : Axel et Joséphine, Éditions Le Cherche midi
- 2014 : Un fantôme dans la tête, Éditions Le Passeur

### Nouvelles
- 1995 : Qu'est-ce qui les fait rire ?, dans le recueil Noces d'or 1945-1995, Éditions Gallimard, coll. « Série noire »  non numéroté
- 1995 : Quoi ?, dans le recueil Petites Nouvelles de l'Urubu
- 2002 : Retour à la case départ, Projet noir no 1
- 2005 : Je ne me vois pas tomber, Lyon découverte hors-série

### Littérature d'enfance et de jeunesse
- 2005 : Léon à peur, Magnard, coll. « Jeunesse »
- 2005 : Pire que terrible, Magnard, coll. « Jeunesse »
- 2017 : série Power Club, Syros

1. L'Apprentissage, 2017
2. Ondes de choc, 2017
3. Un Rêve indestructible , 2018

- 2020 : Même les araignées ont une maman, Syros

## Distinctions et nominations
- 1996 : Prix du Court Métrage au festival Cinanima d'Espinho pour L'Égoïste
- 1996 : Grand Prix au Festival National du Film d'Animation Marly pour L'Égoïste
- 1996 : Présélection aux Césars 1997 pour L'Égoïste
- 1996 : Prix du Court Métrage au Festival de Bourg-en-Bresse pour L'Égoïste
- 1997 : Nommé pour le Cartoon d'or (en) pour L'Égoïste
- 2002 : Prix à la qualité du CNC pour Le Nez à la fenêtre
- 2005 : Grand Prix aux Rencontres Internationales de Cinéma d'Animation de Wissembourg pour Le Couloir
- 2006 : Prix du Jury du Court Noir au Festival Polar dans la Ville de Saint-Quentin pour Le Couloir
- 2011 : Nomination pour le meilleur film d'animation aux Césars 2011 pour Une vie de chat
- 2011 : Retenu en sélection officielle de la Berlinale 2011 pour Une vie de chat
- 2011 : Retenu en sélection officielle du Festival international du film d'animation d'Annecy pour Une vie de chat
- 2011 : Prix Animation de la SACD pour Une vie de chat
- 2012 : Nomination pour le meilleur film d'animation aux Oscars 2012 pour Une vie de chat
- Sélection Prix Vendredi 2017[1] pour  Power club, Vol. 1 : L’apprentissage